# 庫米區
庫米區是非洲中部國家烏干達的111個區之一，由東部區負責管轄，首府是庫米，距離索羅提約54公里，面積2,821平方公里，2010年人口估計為231,000。